# Pohreby (obwód czernihowski)
Pohreby (ukr. Погреби) – wieś na Ukrainie, w obwodzie czernihowskim, w rejonie pryłuckim. W 2001 roku liczyła 517 mieszkańców.